# Paul Ernest Jablonski
Pour les articles homonymes, voir Jablonski.
Paul Ernest Jablonski, né le 28 décembre 1693 à Berlin et mort le 13 septembre 1757 à Francfort-sur-l'Oder, est un théologien protestant et un orientaliste prussien, membre de l'Académie royale des sciences de Prusse.   

## Biographie
Paul Ernest Jablonski est le fils du prédicateur Daniel Ernst Jablonski (1660–1741). Il a étudié à Berlin au lycée Joachimsthal puis à la faculté de théologie de l'université de Francfort-sur-l'Oder, études qu'il a ensuite poursuivi à Berlin. En 1714, il publie Disquisitio de lingua Lycaonica. Jusqu'en 1720, il voyage à travers plusieurs pays, Allemagne, Pays-Bas, Angleterre et France. Durant une courte période, il est engagé en tant que pasteur de la paroisse de Liebenberg, une localité du Brandebourg aujourd'hui intégrée dans la commune du Löwenberger Land. En 1721, il devient professeur de philologie et professeur-assistant de théologie à Francfort-sur-l'Oder, il poursuit en même temps ses prédications. Il achève ses études en 1727 et devient professeur de théologie à part entière. Il cesse ses activités de prédicateur en 1741. 

## Œuvres
- Disquisitio de lingua Lycaonica (1714)
- Remphah Aegyptiorum deus ab Israelitis in deserto cultus (1731)
- Pantheon Aegyptiorum s. de diis eorum commentarius en 3 tomes (1750–1752)
- De Memnone Graecorum et Aegyptiorum syntagmata 3 (1753)
- Institutiones historiae christianae antiquioris (1754)